# Guido Sandler

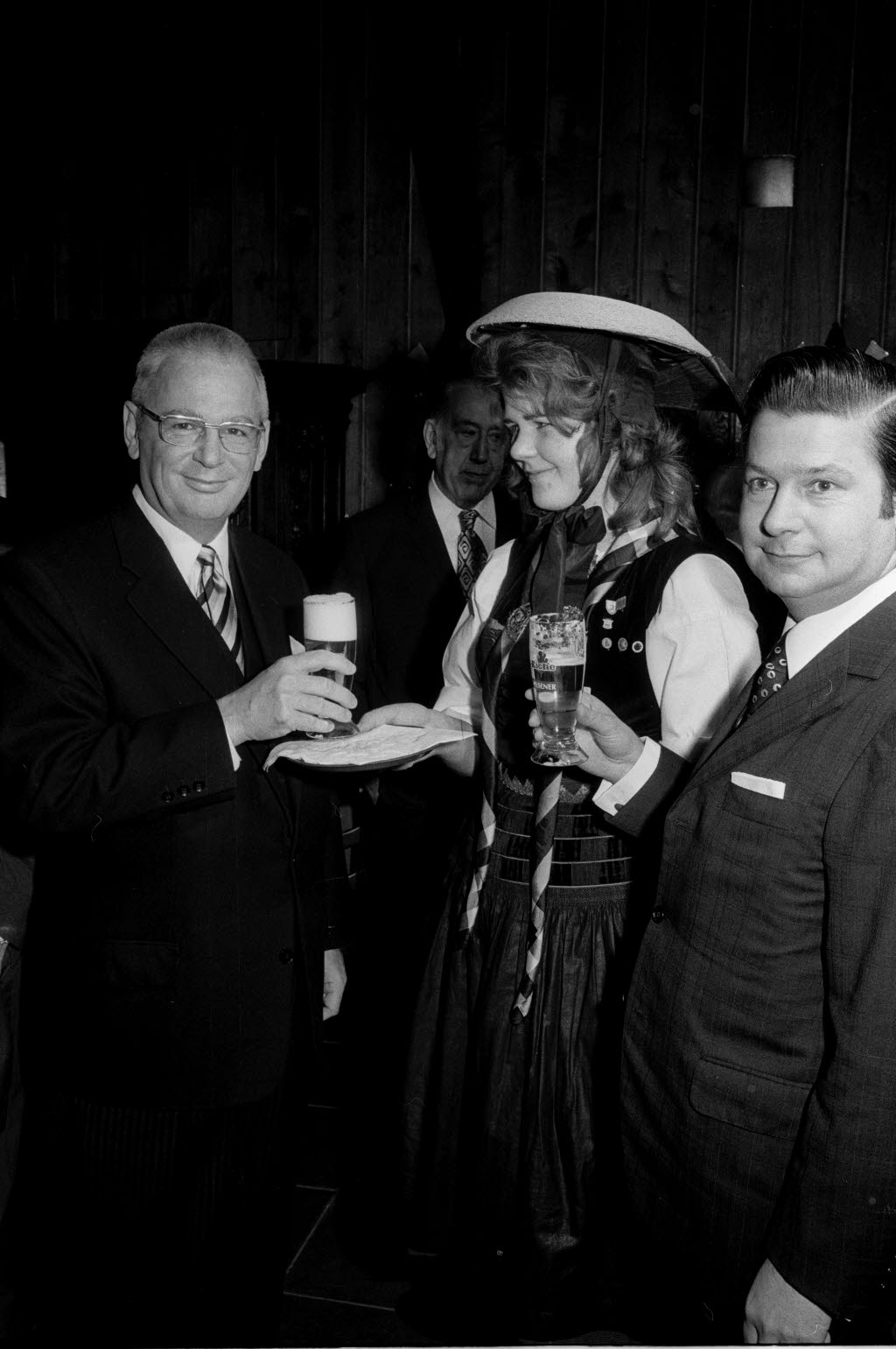
Guido Sandler (links) auf einem Empfang zur Hundertjahrfeier der Brauerei Zur Eiche im Drathenhof (1971)

Guido Georg Sandler (* 5. Juli 1928 in Nandlstadt; † 17. Februar 2019 in Bielefeld) war ein deutscher Manager des Oetker-Konzerns.

## Leben
Guido G. Sandler, Sprössling einer alten Kulmbacher Brauerfamilie, wurde in Oberbayern geboren, studierte von 1948 bis 1952 Betriebswirtschaft und Volkswirtschaft in München. Während seines Studiums schloss er eine Ausbildung zum staatlich geprüften Milchkaufmann ab. 1953 wurde er als Diplom-Kaufmann an der Universität Innsbruck mit dem Thema Modelltheoretische Untersuchungen über Markttransparenz zum Dr. rer. oec. promoviert. Während seines Studium ging er bereits journalistischen Tätigkeiten nach. Anschließend studierte er noch Jura (1954/55) und schloss 1957 ein Studium der Brauwissenschaften in Weihenstephan als Diplom-Braumeister ab. Im September 1957 trat er eine Stelle als Assistent der Geschäftsführung in der damals zum Oetker-Konzern gehörigen Bayerischen Actienbrauerei in Aschaffenburg (1975 von der Binding-Brauerei übernommen) an.
Im Jahr 1959 wechselte er in die Oetker-Zentrale nach Bielefeld, wo er ab 1963 als Generalbevollmächtigter und Vorsitzender der Geschäftsleitung fungierte. Als Rudolf-August Oetker 1981 aus der Unternehmensführung ausstieg, wurde Sandler persönlich haftender Gesellschafter der Holding Dr. August Oetker KG (Bielefeld) bis März 1997. Anschließend war er noch von 1997 bis 2000 als Mitglied des Beirats tätig. Daneben hielt er zahlreiche Aufsichtsratsmandate (zum Teil als Vorsitzender), unter anderem bei Hertie, Karstadt und BMW. Er war zudem Vorsitzender des Markenverbands in Wiesbaden und Ehrensenator der TU München.
1995 wurde Sandler mit dem Großen Bundesverdienstkreuz ausgezeichnet, 2001 erhielt er das Große Verdienstkreuz mit Stern. 2012 veröffentlichte er seine Erinnerungen unter dem Titel Oetker-Rezepte. 2017 wurde Sandler für sein Engagement für Krankenhäuser der Katholischen Hospitalvereinigung der Päpstliche Silvesterorden verliehen.
Guido G. Sandler war katholisch, ab 1958 verheiratet mit Gertrud Sandler, geborene Schmitt, und hatte die vier Kinder Lieselotte, Christiane, Guido und Bernhard. Am 17. Februar 2019 starb er im Alter von 90 Jahren in Bielefeld.

## Schriften
- Oetker-Rezepte. Guido Sandlers Erinnerungen an seine Manager-Jahre. Ein Gespräch mit Hugo Müller-Vogg. Hoffmann & Campe, Hamburg 2012, ISBN 978-3-455-50289-3